# انتقال برق
انتقال برق (انگلیسی: Electricity delivery) فرایندی است که از تولید انرژی الکتریکی در نیروگاه تا مصرف توسط مصرف‌کننده طی می‌شود.
فرایندهای انتقال برق به ترتیب عبارتند از:
- تولید انرژی الکتریکی
- انتقال انرژی الکتریکی
- توزیع انرژی الکتریکی
- فروش برق